# Diócesis de Mercia
La diócesis de Mercia (en latín: Dioecesis Merciorum y en inglés: Diocese of Mercia) fue una circunscripción eclesiástica de la Iglesia católica en Reino Unido. Se trataba de una diócesis latina, sufragánea de la arquidiócesis de Canterbury. Fue suprimida en 995 y restaurada como diócesis titular en 1968. Desde el 24 de noviembre de 2015 su obispo titular es Paul McAleenan.

## Territorio y organización
La diócesis extendía su jurisdicción sobre los fieles católicos de rito latino residentes en el Reino de Mercia en Inglaterra.
La sede de la diócesis se encontraba en Repton, en donde se hallaba la abadía de Repton, fundada circa 600 por san David de Gales y destruida en 873 por el Gran ejército pagano y abandonada.

## Historia

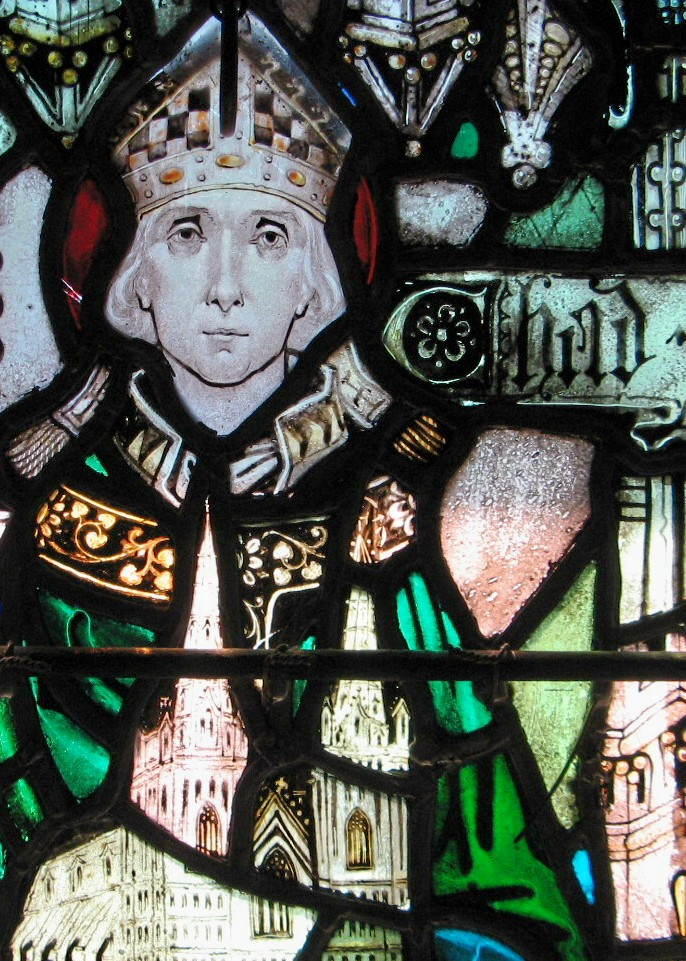
San Chad de Mercia

Los misioneros enviados a la Britania posromana por el papa Gregorio Magno inicialmente tuvieron dificultades en la obra de evangelización del Reino de Mercia. Su gobernante más importante de este período, Penda (muerto en 655), siguió siendo pagano hasta el final de su vida. Sin embargo, según Beda fue Penda quien libremente permitió a los misioneros cristianos de Lindisfarne entrar en Mercia, y no les restringió la predicación. La situación cambió después de la derrota sufrida por Penda en la Batalla de Winwaed (654), en la que murió. La batalla tuvo un impacto considerable sobre las posiciones relativas de Northumbria y Mercia. La batalla marcó el fin efectivo del paganismo anglosajón; Charles Plummer, en 1896, la describió como "decisiva para el destino religioso de los Ingleses". Penda se había mantenido pagano pese a la conversión masiva al cristianismo de los monarcas anglosajones, y varios de esos reyes cristianos habían muerto a manos suyas; tras su muerte, Mercia fue convertida y todos los reyes que gobernarían después (incluyendo sus hijos Peada, Wulfhere y Ethelredo) fueron cristianos. Mercia quedó dividida y la parte sur del reino quedó en manos de Peada, que fue bautizado el mismo año por el abad-obispo de Lindisfarne, Finan.
Al mismo tiempo, el monje irlandés Diuma fue enviado a Mercia como obispo misionero y dos años más tarde fundó la diócesis de Mercia con sede en Repton en 656. En 669 san Chad trasladó la sede episcopal a Lichfield y tomó el nombre de diócesis de Lichfield.
Entre aproximadamente 676 y 680 la vasta diócesis de Lichfield en el Reino de Mercia fue subdividida, dando lugar a cuatro nuevas sedes: Lindsey, Leicester (más tarde unidas para formar la diócesis de Lincoln), diócesis de Worcester y diócesis de Hereford.

### Diócesis titular
Desde 1968 Mercia figura entre las sedes episcopales titulares de la Iglesia católica como diócesis de Mercia. Desde el 24 de noviembre de 2015 su obispo titular es Paul McAleenan, obispo auxiliar de la arquidiócesis de Westminster.

## Episcopologio

### Abades-obispos de Mercia
- Diuma † (656-658 falleció)
- Ceollach † (658-659 falleció)
- Trumhere † (659-662 falleció)
- Jaruman † (663-669 falleció)

### Obispos titulares
- Joseph Gray † (19 de diciembre de 1968-19 de agosto de 1980 nombrado obispo de Shrewsbury)
- Anthony Edward Pevec † (13 de abril de 1982-14 de diciembre de 2014 falleció)
- Paul McAleenan, desde el 24 de noviembre de 2015